# Joakim Ruist
Joakim Ruist, född Ekh 15 februari 1981 i Stora Lundby församling i Älvsborgs län, är en svensk nationalekonom som i sin forskning inriktat sig  på migration och integration.
Ruist har avlagt filosofie doktorsexamen i nationalekonomi vid Göteborgs universitet.
Ruist har som forskare bl.a. varit knuten till Centrum för Europaforskning vid Göteborgs universitet (CERGU) och till Expertgruppen för studier i offentlig ekonomi, ESO, som är en självständig kommitté under Finansdepartementet med uppdrag att ge underlag för samhällsekonomiska och finanspolitiska beslut.
Ruist har flera forskningsrapporter och utredningar på sitt namn men är troligen mest känd för ESO-rapporten om sysselsättningsnivån hos flyktingar mellan 1983 och 2015 som publicerades av ESO i maj 2018. I rapporten visade forskningen att flyktingars sysselsättningsutveckling gradvis försämrats under den undersökta tidsperioden och att nettoomfördelningen via de offentliga finanserna till en genomsnittlig flykting under hela dennas livstid i Sverige uppgår till i genomsnitt 74 000 kronor per år.
Ruist medverkade i maj 2018 i SVT Aktuellt för att diskutera ESO-rapporten om migrationens kostnader. Intervjun uppmärksammades då han motvilligt besvarade en fråga från  programledaren Lotta Bouvin om han tagit hänsyn till att rapporten kunde användas som argument i valrörelsen.
Ruist har i olika sammanhang argumenterat för behovet av att ersätta asylrätten i EU med ett kvotsystem. År 2019 utkom Ruist med boken Global migration: orsaker och konsekvenser.
I oktober 2023 fick Ruist ett uppdrag av regeringen att utreda frågan om återvandring. Resultatet presenterades i augusti 2024 och Ruist redogjorde då för att hans utredning inte gav mycket hopp om enkla resultat.